# Tephrina calliope
Tephrina calliope är en fjärilsart som beskrevs av Dyar 1916. Tephrina calliope ingår i släktet Tephrina och familjen mätare. Inga underarter finns listade i Catalogue of Life.